# Breitbrunn am Chiemsee
Breitbrunn am Chiemsee är en kommun och ort i Landkreis Rosenheim i Regierungsbezirk Oberbayern i förbundslandet Bayern i Tyskland.
Kommunen ingår i kommunalförbundet Breitbrunn am Chiemsee tillsammans med kommunerna Chiemsee och Gstadt am Chiemsee.